# Никоноров, Валерий Владимирович
Валерий Владимирович Никоноров (26 августа 1971, Москва, СССР) — российский борец греко-римского стиля, призёр чемпионата Европы, и чемпионатов России, участник Олимпийских игр в Сиднее. Мастер спорта России международного класса.

## Карьера
Борьбой занимается с 1982 года. Является выпускником московского училища олимпийского резерва № 1. В апреле 2000 года на чемпионате Европы в Москве Валерий Никоноров занял 7 место, что позволило ему получить лицензию на Олимпиаду в Сидней. В сентябре 2000 года на Олимпиаде занял 7 место. В январе 2001 года в Перми на чемпионате России остался за чертой призёров.

## Спортивные результаты
- Чемпионат СНГ по греко-римской борьбе 1992 — ;
- Чемпионат России по греко-римской борьбе 1998 — ;
- Чемпионат России по греко-римской борьбе 1999 — ;
- Чемпионат Европы по борьбе 1999 — ;
- Олимпийские игры 2000 — 7;